# Chappo
Chappo ist das erste Soloalbum von Roger Chapman. Es erschien in Deutschland 1979 auf dem kurzlebigen Acrobat Records-Label, das vor allem für seine Produktionen des britischen Duos Dollar bekannt war und in Deutschland von der EMI Electrola vertrieben wurde. Das Erstlingswerk wird dem Genre des Rock & Blues zugerechnet. Das Album konnte sich auf dem Höhepunkt der Punkmusik behaupten und wurde zum Überraschungserfolg. Es beinhaltet Songs, die Chapman für seine Fans immer wieder live spielte, wie Midnite Child, Who Pulled The Night Down und Hang On To A Dream (Chapmans Hommage an den amerikanischen Songwriter Tim Hardin). Sein Debütalbum verhalf Chapman zu einer bis heute anhaltenden erfolgreichen Solokarriere. Nachdem das Acrobat-Label 1980 seinen Betrieb eingestellt hatte, wurde Chappo 1981 von dem deutschen Label Line Records wiederveröffentlicht, nachdem Chapman für sein zweites Soloalbum Mail Order Magic 1980 einen Vertrag mit Uwe Tessnows noch jungem Musiklabel abgeschlossen hatte.

## Musikstil
Chapman ließ den Progressive-Rock von Family und den Hardrock-Sound der Streetwalkers hinter sich und stellte sich mit seinem ersten Album musikalisch breiter auf. Das Album Chappo wurde eine Art Vorlage für seine nachfolgenden Alben. Auf der Grundlage eines rhythmisch stark akzentuierten R&B variiert er von Song zu Song mit Einflüssen verschiedener Musikstile oder mischt sie in einem Song. Das Album startet mit dem Rock-Song Midnite Child in einem starken Boogie-Woogie-Rhythmus. In den Liedern Keep Forgettin‘ und Don't Give Up sind dagegen deutliche Klänge von Gospel, Country und auch Swing zu hören. Ein reines Blues-Stück ist Hang On to a Dream. Who Pulled The Nite Down wiederum beruht auf einen Reggae-Rhythmus. Das stilistisch verbindende ist jedoch Chapmans einzigartige raue Gesangstechnik.

## Entstehungsgeschichte
Nach der Auflösung seiner letzten Band Streetwalkers, zerbrach auch die Zusammenarbeit mit seinem langjährigen Musikerfreund John 'Charlie' Whitney, privat blieben sie dennoch Freunde. So gründete Chapman mit Hilfe seines Freundes Tim Hinkley die Tour- und Studio-Band The Shortlist, als musikalischen Background um kompromissloser seine eigenen künstlerischen Vorstellungen umsetzen zu können. Der Zeitpunkt war aus der Perspektive des klassischen Hard-Rocks eher ungünstig, nämlich auf dem Höhepunkt des Punks und des Discosounds.

## Titelliste (Reissue 1999)
1. Midnite Child (R. Chapman) – 3:48
2. Moth to a Flame (R. Chapman) – 4:56
3. Keep Forgettin‘ (Jerry Leiber/Mike Stoller) – 4:04
4. Shape of Things (R. Chapman) – 3:49
5. Face of Stone (B. Tench/R. Chapman) – 4:26
6. Let’s Spend the Night Together (Jagger/Richards) – 3:28
7. Who Pulled the Nite Down (R. Chapman) – 3:47
8. Always Gotta Pay in the End (J. Baines/R. Chapman) – 4:25
9. Hang On a to A Dream (Tim Hardin) – 3:34
10. Pills (R. Chapman/C. Whitney) – 4:28
11. Don’t Give Up (D. Courtney/R. Chapman) – 7:00

## Rezeption
Das Album kam bei den Fans und der Musikkritik gut an. Patrick Little vom Online-Magazin Allmusic schrieb, obwohl die Musik deutlich dem Rock zuzuordnen ist, zeigt sich Chapman erstaunlich variable im Stil. Durchaus ist der Einfluss des Produzenten David Courtney, der schon mit Leo Sayer zusammenarbeitete, zu erkennen.